# Joe Verdeur
Joseph Thomas (Joe) Verdeur (Philadelphia, 7 maart 1926 – Bryn Mawr, 6 augustus 1991) was een Amerikaans zwemmer.

## Biografie
Tijdens de Olympische Zomerspelen van 1948 won Skelton de gouden medaille op de 200m schoolslag. 
In 1966 werd Verdeur opgenomen in de International Swimming Hall of Fame.
1908: Fred Holman ·
1912: Walter Bathe ·
1920: Håkan Malmrot ·
1924: Bob Skelton ·
1928: Yoshiyuki Tsuruta ·
1932: Yoshiyuki Tsuruta ·
1936: Tetsuo Hamuro ·
1948: Joe Verdeur ·
1952: John Davies ·
1956:  Masaru Furukawa ·
1960: Bill Mulliken ·
1964: Ian O'Brien ·
1968: Felipe Muñoz ·
1972: John Hencken ·
1976: David Wilkie ·
1980: Robertas Žulpa ·
1984: Victor Davis ·
1988: József Szabó ·
1992: Mike Barrowman ·
1996: Norbert Rózsa ·
2000: Domenico Fioravanti ·
2004: Kosuke Kitajima ·
2008: Kosuke Kitajima ·
2012: Dániel Gyurta ·
2016: Dmitri Balandin ·
2020: Zac Stubblety-Cook ·
2024: Léon Marchand